# Lasioglossum semiviride
Lasioglossum semiviride là một loài Hymenoptera trong họ Halictidae. Loài này được Friese mô tả khoa học năm 1909.